# Ōwakudani
Ōwakudani (大涌谷 „marea vale care fierbe”?) este o vale vulcanică cu emanații active de sulf și cu izvoare termale în Hakone, Prefectura Kanagawa, Japonia. Aceasta a fost creată acum aproximativ 3000 de ani, ca urmare a exploziei vulcanului Hakone.

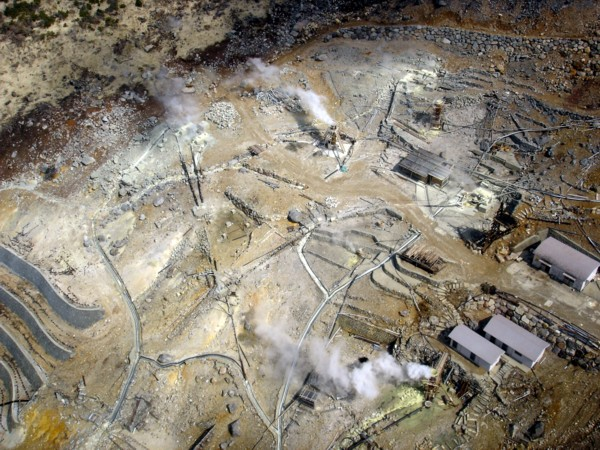
Ōwakudani, așa cum se vede din funicularul Hakone

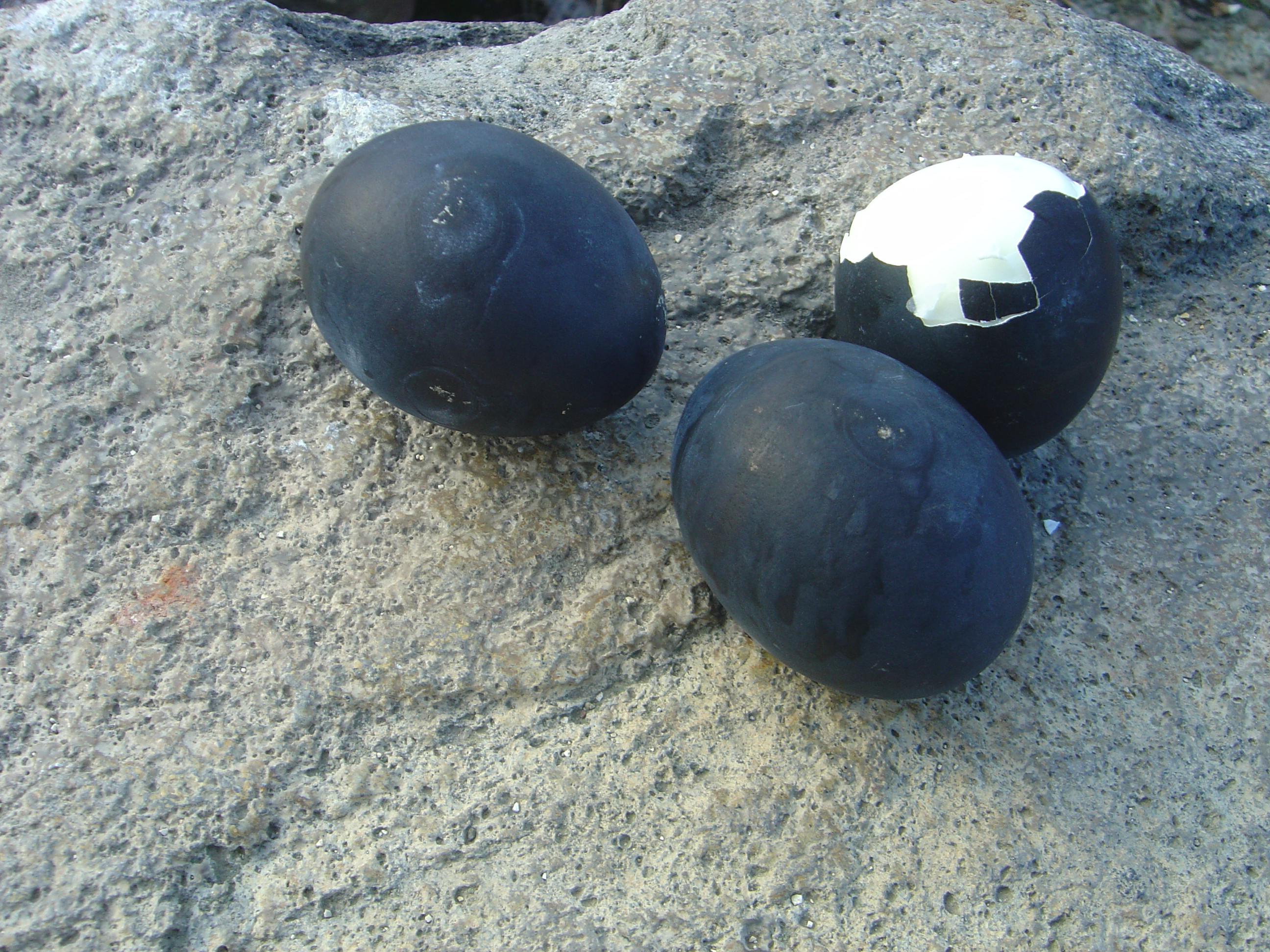
Kuro-tamago - ouă fierte tari

Valea este o destinație turistică foarte populară pentru peisajele sale pitorești, activitatea vulcanică și kuro-tamago (黒卵 „ou negru”?) — o specialitate locală de ouă fierte tari în izvoarele termale. În timpul fierberii, coaja ouălor își schimbă culoarea în negru și mirosul ouălor devine ușor sulfuric. Consumul unui astfel de ou, se spune, prelungește viața cu șapte ani.
Văzând peisajul parcă din infern atunci când Kobo Daishi vizitat Owakudani cu mai mult de o mie de ani în urmă, acesta a oferit rugăciune către Bodhisattva. Se spune că Enmei-jizo din Owakudani își are originea în această rugăciune.

## Acces
Accesul spre Ōwakudani se face prin intermediul funitelului Hakone (stația Ōwakudani) sau cu autobuzul de la gara Odawara, gara Hakone-Yumoto, gara Kowakidani / Kojiri, sau stația de autobuz Izuhakone din Ōwakudani. Există și un drum spre un centru de vizitare puțin mai jos față de locul în care se fierb ouăle Kuro-tamago.
Cei mai mulți vizitatori urcau pe jos traseul de aproximativ 1 km, dar acest drum a fost închis din 2015 din cauza la intensificării activității vulcanice. Acum se folosește mai mult funicularul Hakone pentru a ajunge la izovrul în care se fierb ouăle pentru a participa la ritualul de mâncat Kuro-tamago. Din funitel se pot observa foarte bine Muntele Fuji (în acele zile în care atmosfera nu este foarte încărcată) și gurile de sulf de sub centrul de vizitare.
Activitatea care are loc astăzi în preajma gurilor de sulf sunt rezultatul unor alunecări de teren masive din trecut. Construirea de bariere de beton și lucrările de stabilizare a zonei se desfășoară de zeci de ani.

## Închidere
Situl turistic din Ōwakudani a fost închis în mai 2015, ca urmare a intensificării activității vulcanice. A fost redeschis anul următor, pe 27 aprilie 2016, dar nu în întregime, deoarece nu există posibilitatea aproprierii de gurile de abur din cauza pericolului pe care acestea îl prezintă. Persoanele cu astm, bronșită, boli de inimă, stimulatoare cardiace și femeile gravide sunt sfătuite să nu viziteze valea din cauza de activității vulcanice ridicate.